# Żarnówka Mała (Międzybrodzie Bialskie)
Żarnówka Mała – część wsi Międzybrodzie Bialskie w Polsce, w województwie śląskim, w powiecie żywieckim, w gminie Czernichów. Znajduje się na lewym brzegu  Jeziora Międzybrodzkiego i lewym brzegu Jeziora Czanieckiego. Przez Żarnówkę Małą, wzdłuż lewego brzegu tych sztucznych zbiorników wody prowadzi droga wojewódzka nr 948, a przez tamę między nimi szosa na drugą stronę, na prawy brzeg tych zbiorników wodnych.
Żarnówka Mała znajduje się w Beskidzie Małym, w dolinie potoku o tej samej nazwie.